# Hyporthodus griseofasciatus
Hyporthodus griseofasciatus — вид окунеподібних риб родини серранових (Serranidae). Описаний у 2022 році.

## Назва
Видова назва griseofasciatus походить від латинського «griseo» (сірий) і fasciata («смуга») та означає «сіросмугий».

## Поширення
Вид поширений вздовж західного узбережжя Австралії від острова Барроу до Бухти двох народів. Трапляється на глибині 76–470 м.

## Опис
Риба завдовжки до 59,5 мм. Вид має серію з восьми сірих смуг, які чергуються з вісьмома коричневими смугами вздовж тіла, а м'які краї спинного, м'якого анального та хвостового плавників від світло-кремового до білого. Його відрізняють від його найближчого родича H. ergastularius, наявністю зіркоподібного візерунка променистих ліній на голові проти загального коричневого кольору останньої.